# Lucainena de las Torres
Lucainena de las Torres est une commune de la province d'Almería en Andalousie, dans le sud-est de l'Espagne. 
Le village fait partie de l'association Les Plus Beaux Villages d'Espagne.

## Géographie

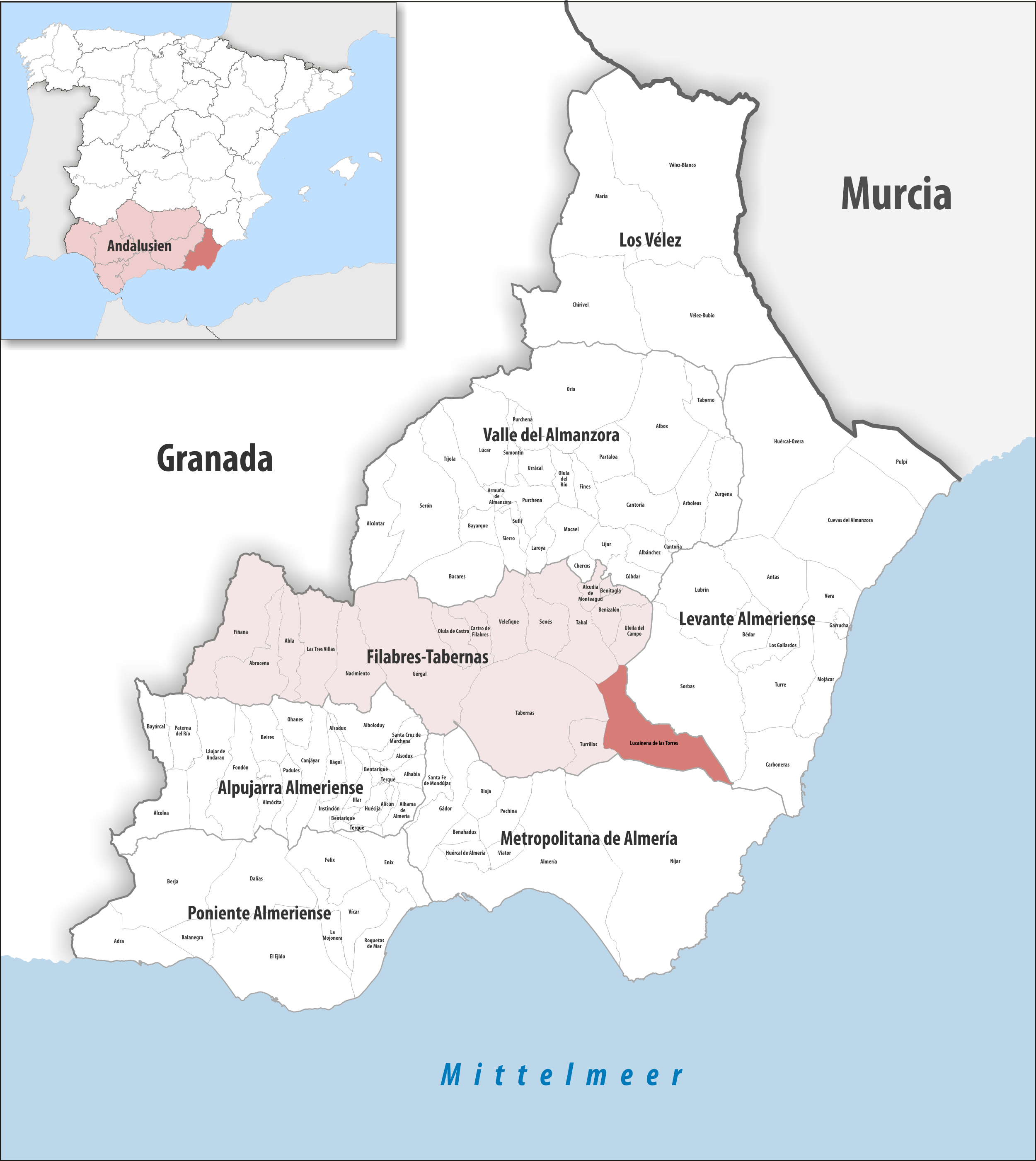
Lucainena de las Torres dans la comarque Filabres-Tabernas, province d'Almería / en Andalousie

### Localisation
La commune de Lucainena de las Torres se trouve à peu près au centre de la province d'Almería et à la pointe est de la comarque Filabres-Tabernas.
Almería est à 53 km sud-ouest ;
Madrid à 547 km nord-nord-ouest ;
Gibraltar à 394 km ouest-sud-ouest (distances par route).

### Généralités
La commune se trouve à l'extrémité est de la sierra Alhamilla. 

La pointe est de la commune s'avance jusqu'à effleurer le parc naturel de Cabo de Gata-Níjar.
L'autoroute A-7 traverse l'est de la commune. 
La route N-340A (ancienne Via Augusta) traverse le nord de la commune et rejoint Almeria en contournant la sierra Alhamilla par le nord ; plus loin à l'ouest de Lucainena, elle longe le désert de Tabernas (où ont été tournés notamment des westerns mondialement connus).
Le village est à 550 m d'altitude[réf. nécessaire]. 
Avec une superficie de 124 km2, le village compte actuellement environ 600 habitants. La grande majorité vivent encore de l'agriculture. La commune a remporté le 1er prix pour l'« embellissement des villages » en 1998.[réf. nécessaire]
Le périmètre de la zone urbaine a augmenté avec la construction de nombreuses maisons.
Lucainena de las Torres a un terrain de bonne qualité et de bonnes sources d'eau potable et ferrugineuses car les minéraux sont abondants dans le sol, principalement du soufre, au sud, en Sierra Alhamilla, vers les mines anciennes.[réf. nécessaire]

## Histoire

### De la préhistoire à l'Antiquité
Les premiers habitants remontent à l'époque néolithique et ont été attirés par les métaux présents dans ses montagnes.[réf. nécessaire]
Il a été par la suite trouvé dans le voisinage du site de nombreux vestiges archéologiques, de type villa Lucainus, qui définit l'origine de son nom à ce jour. Il est possible que la résidence du patrice romain Lucainus se soit trouvée à cet endroit.[réf. nécessaire]
Pendant la période arabe, il s'agissait d'une petite commune calme avec sa mosquée ; son nom était « Locaynena » et elle faisait partie de la cora (es) de Bayyana (héritière de la République maritime de Pechina (es)), qui a été livrée à la couronne d'Espagne en 1488.[réf. nécessaire]
La référence aux tours évoque le château et mur d'enceinte avec six tours (probablement construit par les arabes) qui défendait et entourait Lucainena au Moyen Âge et qui ont permis aux habitants de s'y réfugier pendant les sièges.[réf. nécessaire]
Il a toujours constitué un lieu stratégique pour la défense du passage des montagnes depuis les régions côtières vers l'arrière-pays. San Juan, Polopos et Santiago sont ses hameaux annexes.[réf. nécessaire]
Son nom vient traditionnellement d’une maison ibère ou hispano-romaine, mais les chroniqueurs et les documents des XVe et XVIe siècles traduisent différemment, comme Locayna, La Caynera ou Alocainona. Seuls les documents officiels pour la création de paroisses dans les années 1505 et 1514 ont donné le nom de Lucainena, et est appelé « les tours du château » et « des tours qui défendent » au Moyen Âge, mais dans le XIXe siècle, précise Pascual Madoz Ibañez elle est appelée Lucainena de Las Siete Torres (Lucainena des Sept Tours) et simplifié de nos jours Lucainena des Tours.[réf. nécessaire]

### Moyen Âge
D'après Tapia Garrido, pendant la période d'Al-Andalus la commune est intégrée à la terre de Níjar (Tierra de Níjar) qui s'étend comme un triangle entre Cabo de Gata, Agua Amarga et Lucainena de las Torres.[réf. nécessaire]
Après la victoire des Rois Catholiques lors de la conquête chrétienne en 1489, l'octroi du système féodal de la terre est faite à Enrique Enriquez (es), oncle de Ferdinand le Catholique. Ce système féodal également appelé État de Tahal (Estado de Tahal), dont faisait partie Lucainena et 13 autres endroits dans la Sierra de los Filabres (Nijar, Huebro, Inox, et Tarbal), sauf Lucainena (situé dans la Sierra Alhamilla).[réf. nécessaire]
Le XVIe siècle est caractérisé par des conflits sociaux et politiques qui se traduisent par d'importantes crises économiques et démographiques. Lucainena a été dépeuplée après l'expulsion des Maures en 1570 à la suite de la Guerre des Alpujarras (1568-1570) ; selon l'inspecteur qui vint en 1574 pour organiser le district, avant l’expulsion la commune comptait 436 habitants maures. Quelques années plus tard la commune a été repeuplée de 19 colons venant de l'extérieur du royaume de Grenade, tel que l'ordonnait la Pragmatique de Philippe II d'Espagne. La première église est construite en 1505, sur l'emplacement de l'ancienne mosquée qui a été abandonnée après la rébellion des Maures. Pendant le XVIIe siècle est construit une nouvelle église dédiér à sainte Marie, bien que la patronne de la commune soit la Vierge de Montesión.[réf. nécessaire]
Puis la commune est abandonnée lors de la rébellion mauresque et une nouvelle église est construite au XVIIe siècle.[réf. nécessaire]
Au cours du XVIIe siècle, la seigneurie passe, par lien de mariage ou de vente, de Tahal au marquis de Aguilafuente, duc d'Abrantes (qui appartient à la ville de Baza).[réf. nécessaire]

### L'âge d'or de la population
D'après le cadastre (Catastro de Ensenada) du milieu du XVIIIe siècle, et selon le recensement de la Ensenada, en 1752 la commune avait une population de 429 personnes et incluait quatre fermes : Polop, le Olivillos, La Rambla Honda et Saltador.
Le XIXe siècle constitue une époque importante pour Lucainena de las Torres, qui obtient son indépendance juridique et administrative en 1835 grâce à l'abolition du système seigneurial.[réf. nécessaire]
La suppression de manoirs permet d'établir un nouveau système municipal. L'essor de l'exploitation minière apporte la croissance économique qui permet d'augmenter les constructions ; au-delà de celles liées à l'exploitation minière, est également construit le nouveau cimetière en 1837. Cette dynamique se traduit également dans la population générale, une augmentation de 1 205 habitants en 1849, en prenant le maximum de population de son histoire en 1900 avec 2 455 habitants grâce à l'essor de l'activité minière.[réf. nécessaire]
Selon Pascual Madoz Ibañez, vers 1846, Lucainena appartient pour la partie judiciaire à Sorbas, entité territoriale de Grenade, avec 240 maisons.[réf. nécessaire]
En 1896 a commencé la construction d'une mine de fer qui a contribué au boom économique de la municipalité. Le minerai était extrait de la colline de Lucainena de las Torres, transporté à Agua Amarga, et expédié dans le nord de l'Espagne. À cette fin, il a été construit un chemin de fer (chemin de fer Lucainena de las Torres - Agua Amarga) dont les vestiges sont encore visibles aujourd'hui.
La mine a ensuite été l'une des principales activités et a attiré de nombreuses familles, qui sont venues à la recherche de travail. À ce moment-là, Lucainena de Las Torres avait une population de plus de 4.000 habitants. Si ce chiffre est comparé à sa population actuelle (~600) il montre clairement l'importance qu'a eue l'exploitation minière pour la municipalité.[réf. nécessaire]
Au début de la guerre civile (guerre d'Espagne) en 1936, l'exploitation minière connaît un déclin progressif. L'extraction minière a cessé d'être une activité rentable et vers les années 1943-44, les mines ont dû fermer. Il reste sur les pentes des collines des vestiges de vieilles fermes et les huit fours qui ont résisté au passage du temps, et qui sont les témoins du passé. Il reste dans les roches avoisinantes des traces de minerai de fer et de cuivre.[réf. nécessaire]

## Démographie
| Année | Population factuelle | Population du droit | Maisons |
| 1574  | 436                  | ...                 | ...     |
| 1752  | 429                  | ...                 | ...     |
| 1842  | 1205                 | ...                 | 301     |
| 1857  | ...                  | 1689                | 406     |
| 1860  | ...                  | 1504                | 331     |
| 1877  | 2027                 | 1880                | 534     |
| 1887  | 2062                 | 2038                | 512     |
| 1897  | 2601                 | 3229                | 787     |
| 1900  | 2421                 | 2455                | 709     |
| 1910  | 3852                 | 3893                | 1049    |
| 1920  | 4046                 | 3573                | 968     |
| 1930  | 3239                 | 3080                | 779     |
| 1940  | 2217                 | 2070                | 502     |
| 1950  | 2034                 | 2025                | 564     |
| 1960  | 1900                 | 1812                | 503     |
| 1970  | 1198                 | 1144                | 373     |
| 1981  | 740                  | 730                 | 229     |
| 1991  | 591                  | 556                 | 219     |
| 1999  | 595                  | ...                 | ...     |
| 2000  | 656                  | ...                 | ...     |
| 2001  | 603                  | ...                 | 252     |
| 2002  | 668                  | ...                 | ...     |
| 2003  | 621                  | ...                 | ...     |
| 2004  | 610                  | ...                 | ...     |
| 2005  | 664                  | ...                 | ...     |
| 2006  | 676                  | ...                 | ...     |
| 2007  | 696                  | ...                 | ...     |
| 2011  | 665                  | 648                 | 315     |
| 2012  | 656                  | ...                 | ...     |
| 2013  | 650                  | ...                 | ...     |
| 2014  | 614                  | ...                 | ...     |
| 2015  | 606                  | ...                 | ...     |
| 2016  | 569                  | ...                 | ...     |
| 2017  | 570                  | ...                 | ...     |
| 2018  | 546                  | ...                 | ...     |
| 2019  | 538                  | ...                 | ...     |
| 2020  | 564                  | ...                 | ...     |
| 2021  | 582                  | ...                 | ...     |
| 2022  | 595                  | ...                 | ...     |

source = INE (Spain)
epdata
INe

## Administration
Liste des maires, depuis les premières élections démocratiques.
| Législature | Nom du Maire        | Parti politique |
| ----------- | ------------------- | --------------- |
| 1979-1983   |                     |                 |
| 1983-1987   |                     |                 |
| 1987-1991   |                     |                 |
| 1991-1995   |                     |                 |
| 1995-1999   |                     |                 |
| 1999-2003   |                     |                 |
| 2003-2007   |                     |                 |
| 2007-2011   | Juan Herrera Segura | Partido Popular |
| 2011-2015   | Juan Herrera Segura | Partido Popular |
| 2015-2019   | Juan Herrera Segura | Partido Popular |
| 2019-2023   | Juan Herrera Segura | Partido Popular |
| 2023-2027   | Juan Herrera Segura | Partido Popular |

## Économie
Depuis la seconde moitié du XIXe siècle, la commune est dirigée par une société pluraliste dans le large éventail de professions et de métiers qui ont proliféré dans la commune: juristes, avocats, notaires, médecins, pharmaciens, et est de retour avec la principale activité ancestrale, l'agriculture, mais cette fois, il existe une grande variété de métiers : du pétrole et des minoteries, des usines de savon et d'alcool, poteries, en plus d'un commerce florissant avec 15 magasins[Quand ?] dans divers genres: les espèces, les semences, les serviettes et les vêtements en général.[réf. nécessaire]
La commune accueille une importante centrale photovoltaïque depuis 2008 (dont l'aspect rappelle un peu les serres de la région d'Alméria). Elle se compose d'unités différentes. Lucainena de las Torres 1 a une capacité totale de 7,4 MWp et sa production annuelle est d'environ 11,42 GWh ; elle a été mise en service en juillet 2008. 
Lucainena de las Torres 2 a une capacité totale de 7,9 MWp et sa production annuelle est d'environ 12 236 GWh. Elle a été mise en service en 2008.
Vin de pays Desierto de Almería
Elle fait partie de la zone couverte par l'appellation « vin de pays » (es) (Vino de la Tierra) Desierto de Almería (es),
une indication géographique réglementée en 2003. 14 communes en font partie, toutes dans la province d'Almería : 
Alcudia de Monteagud, 
Benitagla,
Benizalón, 
Castro de Filabres, 
Lubrín, 
Lucainena de las Torres, 
Olula de Castro, 
Senés, 
Sorbas, 
Tabernas, 
Tahal, 
Turrillas, 
Uleila del Campo,
Velefique.

## Lieux et monuments
Le village a une belle église baroque du XVIIIe siècle.

## Culture
Fête de San Sebastian (troisième week-end de janvier) : la tradition consiste à lancer des couronnes de pain à la statue du saint patron, le martyr saint Sébastien, lors de son défilé processionnel le 20 janvier.
Fête de la Vierge de Montesión (es) (troisième semaine de septembre : vendredi, samedi et dimanche).
Procession de Saint Jacques et de la Vierge de Montesión (quatrième semaine de juillet).

## Films
Y ont été tournés les films (ou des scènes) :
- Mon colt fait la loi (Le Pistole non discutono) (Bullets Don't Argue) (Bullets Don't Lie) (1964, de Mario Caiano avec Rod Cameron, Ángel Aranda, Horst Frank, Vivi Bach, Luis Duran) ;
- Les Quatre Desperados (Los Desperados, A Bullet for Sandoval, Quei disperatai che puzzano di sudore e di morte, Those Desperate Men Who Smell of Dirt and Death) (1969, de Julio Buchs et Lucio Fulci avec George Hilton, Ernest Borgnine, Alberto de Mendoza, Annabella Incontrera, Leo Anchoriz.